# フレデリック・ステュアート

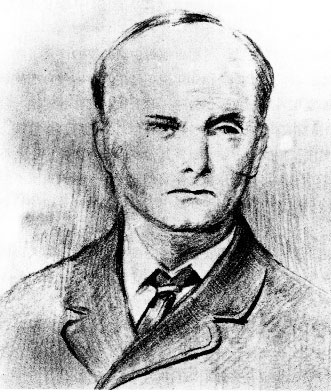
フレデリック・ステュアート

フレデリック・ステュアート（英語: Frederick Stewart、繁体字中国語: 史釗域、1836年10月30日 - 1889年9月29日）は、イギリス領香港の教育家。「香港公立教育の父」と呼ばれた。

## 生涯
1836年、スコットランドのアバディーンで生まれる。アバディーン大学のキングスカレッジで学んだあと、1862年2月15日に香港の中央書院の初代校長に就任、1881年まで務めた。1865年6月30日から1878年まで教育司署の首長を務め、1881年に治安判事、1883年に人口登録官、1887年から1889年まで輔政司などを歴任した。1887年に香港大学医学部の前身である香港華人西医書院が設立されると、その初代院長を務めた。1889年、輔政司の在任中に病死、香港墳場に埋蔵された。湾仔区の史釗域道（Stewart Road、ステュアート通り）とヴィクトリア・ピークのステュアート・テラスは彼を記念して名付けられたものである。